# Michael DeLorenzo
Michael DeLorenzo (Nova York, 31 de outubro de 1959) é um dançarino e ator norte-americano.

## Carreira
Filho de um italiano com uma porto-riquenha, DeLorenzo começou a carreira como dançarino, participando de vários videoclipes, com mais destaques para "Beat It" e "Thriller", de Michael Jackson.
Sua estréia como ator ocorreu no filme "Nicole" (também denominado de Crazed) em 1978. Atuando como ator e dançarino, participou do filme Fama e do seriado Fame, ambos com enredos musicais, sendo que a produção da TV é uma sequência do filme, que narra o dia a dia de uma escola performática de artes de Nova Iorque.
Também trabalhou em Miami Vice (seriado policial), em "Fast Forward" (filme de dança de 1985, dirigido por Sidney Poitier), em Fatal Beauty (filme de comédia de 1987), Crime Story (seriado de ação policial), Platoon Leader (um drama de guerra de 1988), Head of the Class (série de comédia), Alive (filme de drama e ação de 1993), New York Undercover (série policial onde fez o papel do detetive Eddie Torres em três, das quatro temporadas), CSI: Miami (série de investigação policial), Blue Bloods (série de ação policial), Not Forgotten (filme independente de 2010), Johnny Gruesome (filme terror e comédia de 2018), entre outras produções.